# 캄포디조베
캄포디조베(이탈리아어: Calascio)는 이탈리아 아브루초주 라퀼라도에 있는 코무네이다.